# Burgruine Nordeck
Die Burgruine Nordeck ist eine hochmittelalterliche Ruine einer Zwingburg in Spornlage, nordöstlich von Stadtsteinach im oberfränkischen Landkreis Kulmbach in Bayern. Sie besteht aus den Resten eines runden Wohnturmes, eines Gefängnisturmes und einiger Grundmauern. Die Ruine ist frei zugänglich.

## Geografische Lage
Die Ruine der Spornburg befindet sich im Naturpark Frankenwald, etwa 450 m ü. NN auf einem nach Westen vorspringenden Bergsporn im Stadtsteinacher Forst, zirka zwei Kilometer nordnordöstlich der Stadt Stadtsteinach. Sie steht unmittelbar über der Einöde Mittelhammer im Tal der Unteren Steinach.
In der Nähe befinden sich noch weitere ehemalige mittelalterliche Burgen. Etwas höher auf dem gleichen Sporn liegen ein Turmhügel und ein unbekannter Burgstall. Unmittelbar südwestlich, auf der gegenüberliegenden Talseite der Steinach, befindet sich auf der sogenannten Kanzel, einem nach Osten vorspringenden Bergsporn ebenfalls über dem Tal der Unteren Steinach, ein weiterer Burgstall.
Etwa 800 Meter südwestlich liegt der Ringwall Grüne Bürg oder Grüne Burg, eine früher vermutete frühmittelalterliche Befestigung, heute nach Keramikfunden als frühgeschichtlich angesehene Wallanlage. Im Steinachtal aufwärts, südlich des Ortes Wildenstein, befindet sich der Burgstall Wildenstein auf einem in das Tal ragenden Felsriegel.

## Geschichte
Die ehemalige Burg Nordeck wurde um 1100 durch die Grafen von Henneberg erbaut. Zusammen mit Steinach, dem heutigen Stadtsteinach, erwarb Bischof Eberhard II. von Bamberg 1151 die Burg. 1438 wurde sie im Kleinkrieg der Waldenfelser gegen den Bischof von Bamberg zerstört (siehe auch Waldenfelser Fehde). Mitte des 15. Jahrhunderts wurde sie wieder aufgebaut. Bis Anfang des 16. Jahrhunderts war die Burg Sitz bischöflicher Amtmänner. Der Raubritter Thomas von Absberg hielt dort entführte Gefangene versteckt. Über einen gefangenen Kaufmannssohn, der mit Hilfe der Köchin fliehen konnte, hat sich eine Sage überliefert. Die Burg wurde 1523 im Fränkischen Krieg trotzdem vom Schwäbischen Bund nicht angegriffen. Sie war zu diesem Zeitpunkt Sitz des Bamberger Amtmanns Jörg von Wildenstein. Die Burg wurde 1525 im Bauernkrieg zerstört und aufgegeben.

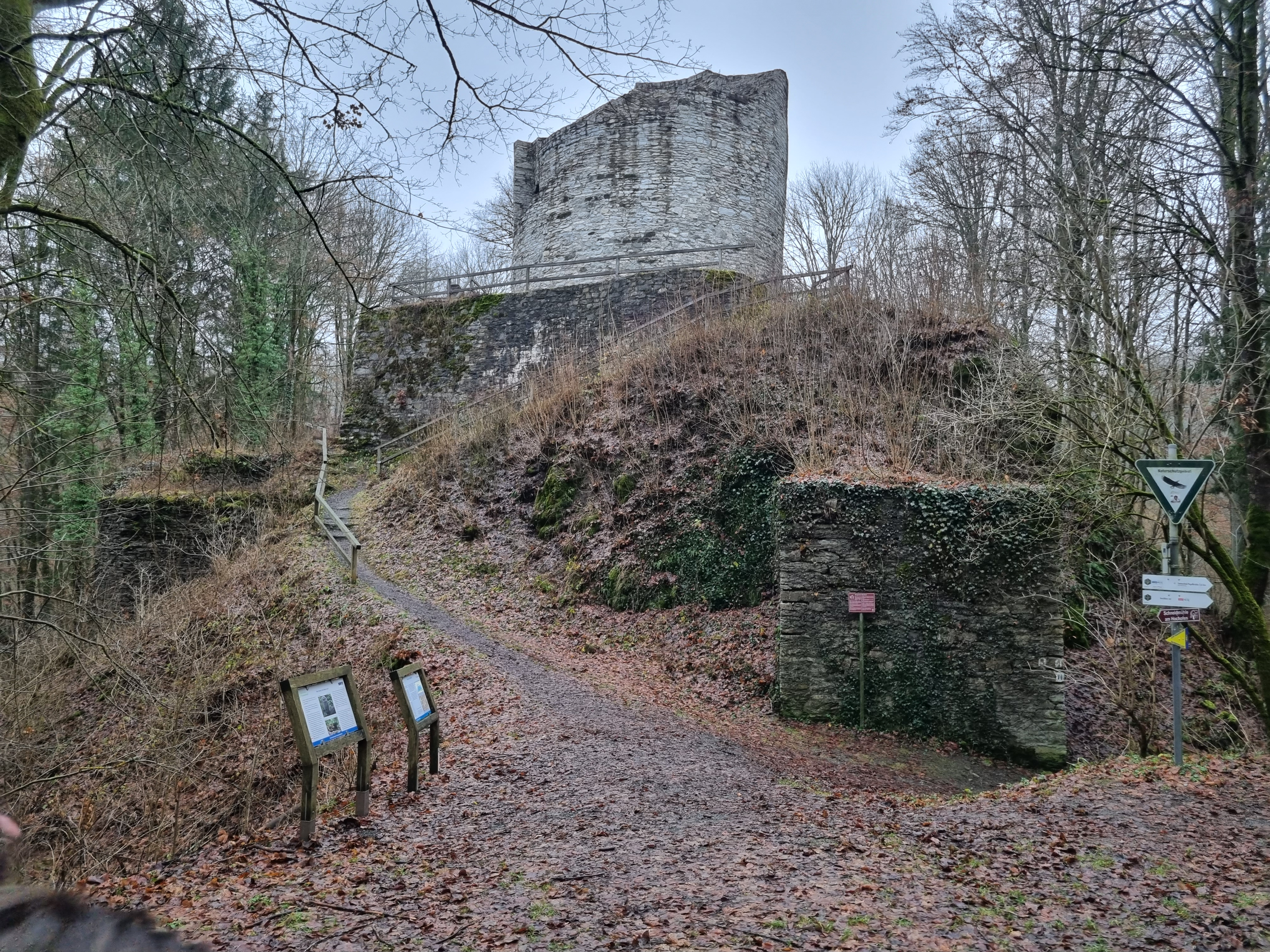
Ansicht des Zugangs der Ruine
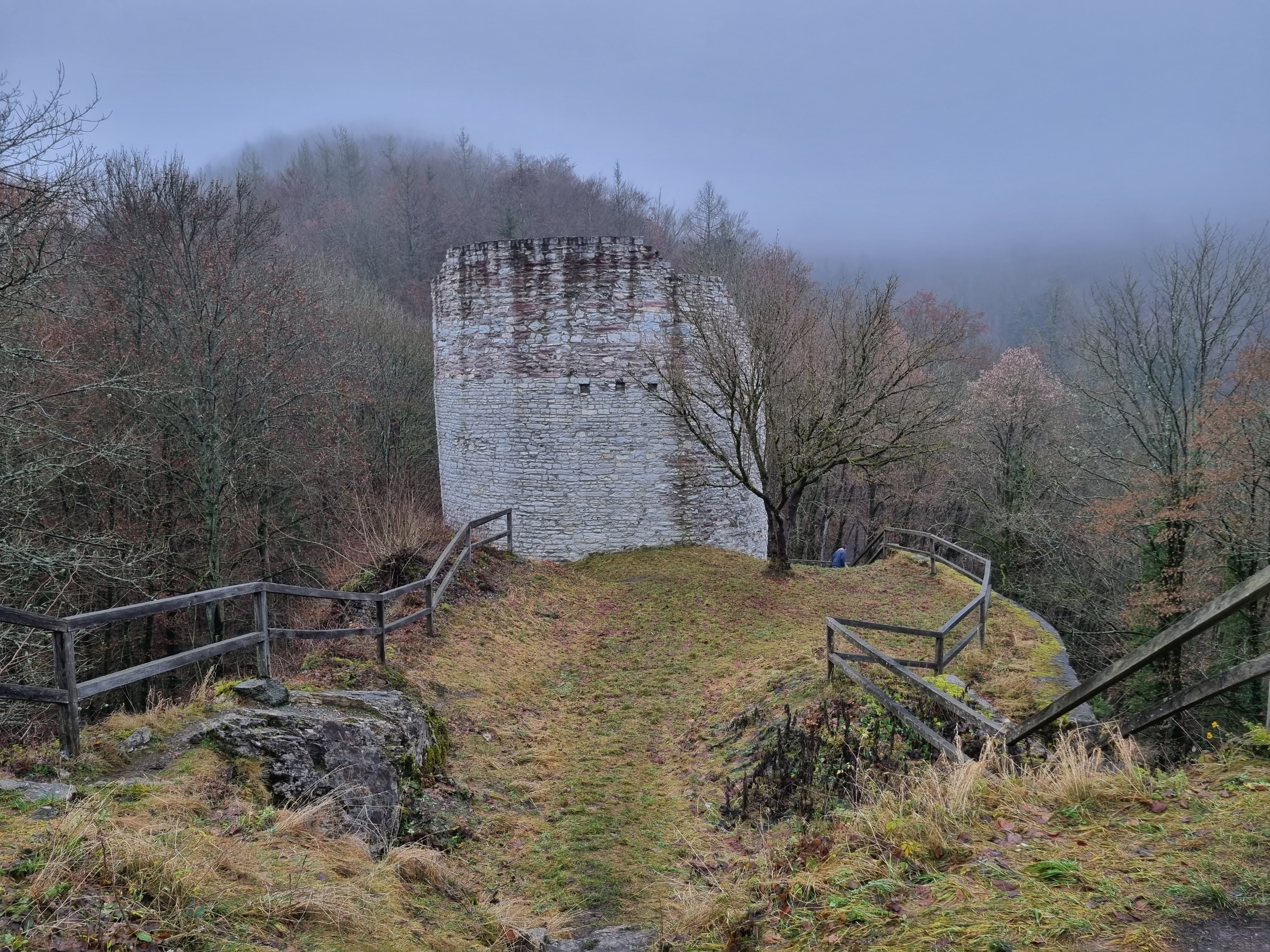
Innenbereich
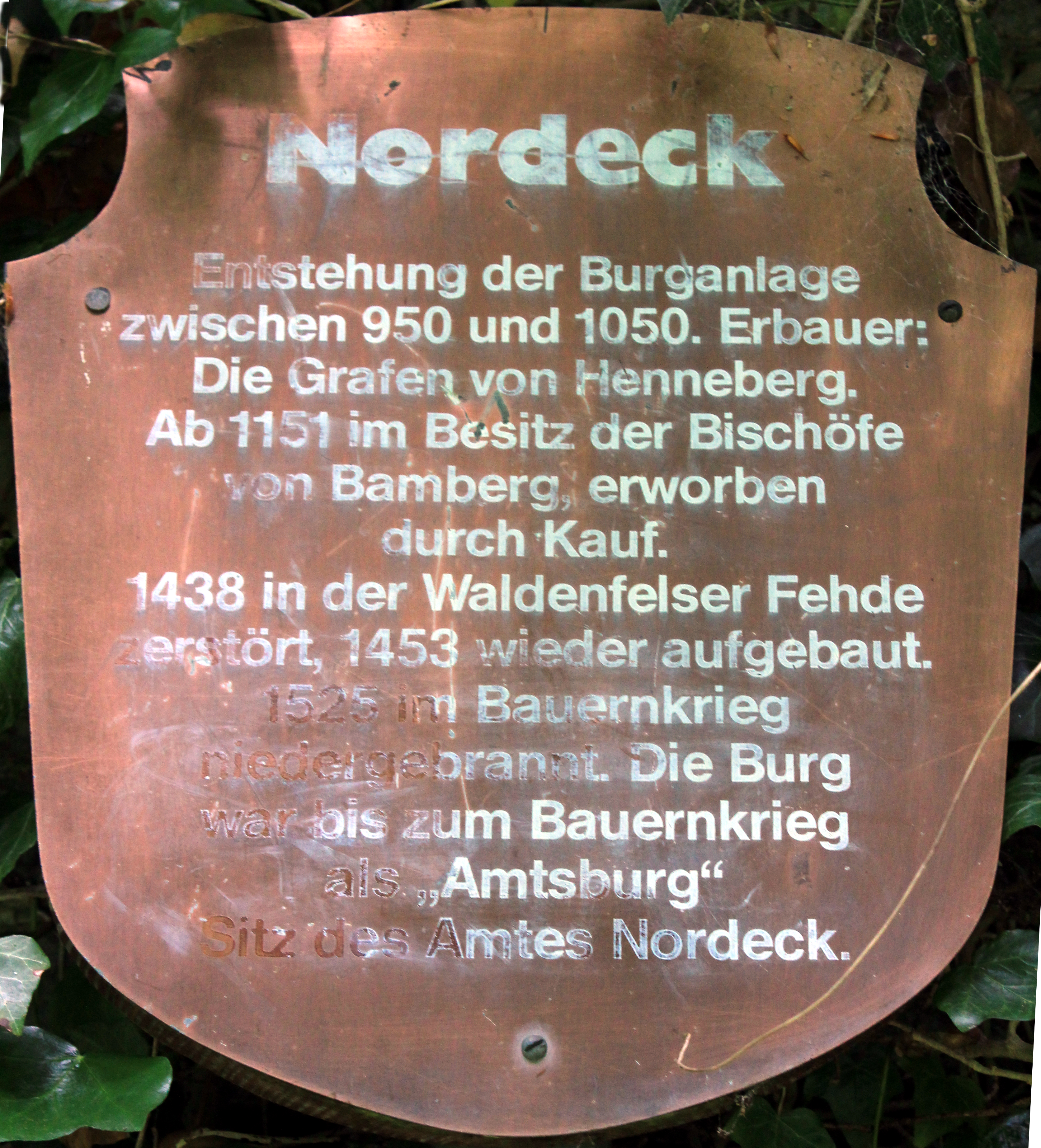
Infotafel
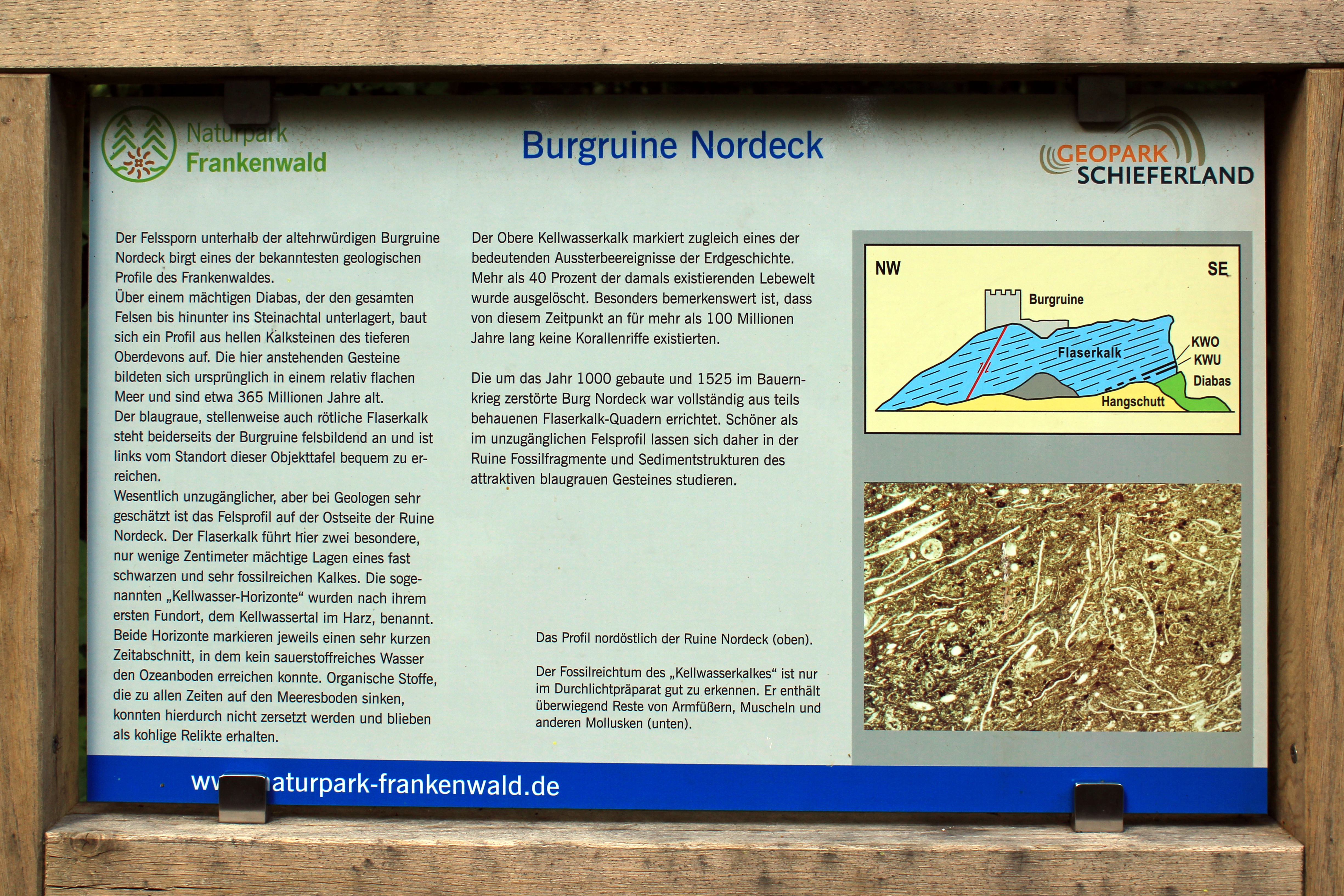
Infotafel zum Infotafel Kellwasserkalk, auf dem die Burg steht